# Néoériocitrine
La néoériocitrine est un composé organique de la famille des flavanones, un sous-type de flavonoïdes. C'est plus précisément un hétéroside de flavanone, le 7-O-néohespéridoside de l'ériodictyol (3',4',5,7-tétrahydroxyflavanone).
Elle est abondante chez le citron et la lime.